# Blacksburg (Virginia)

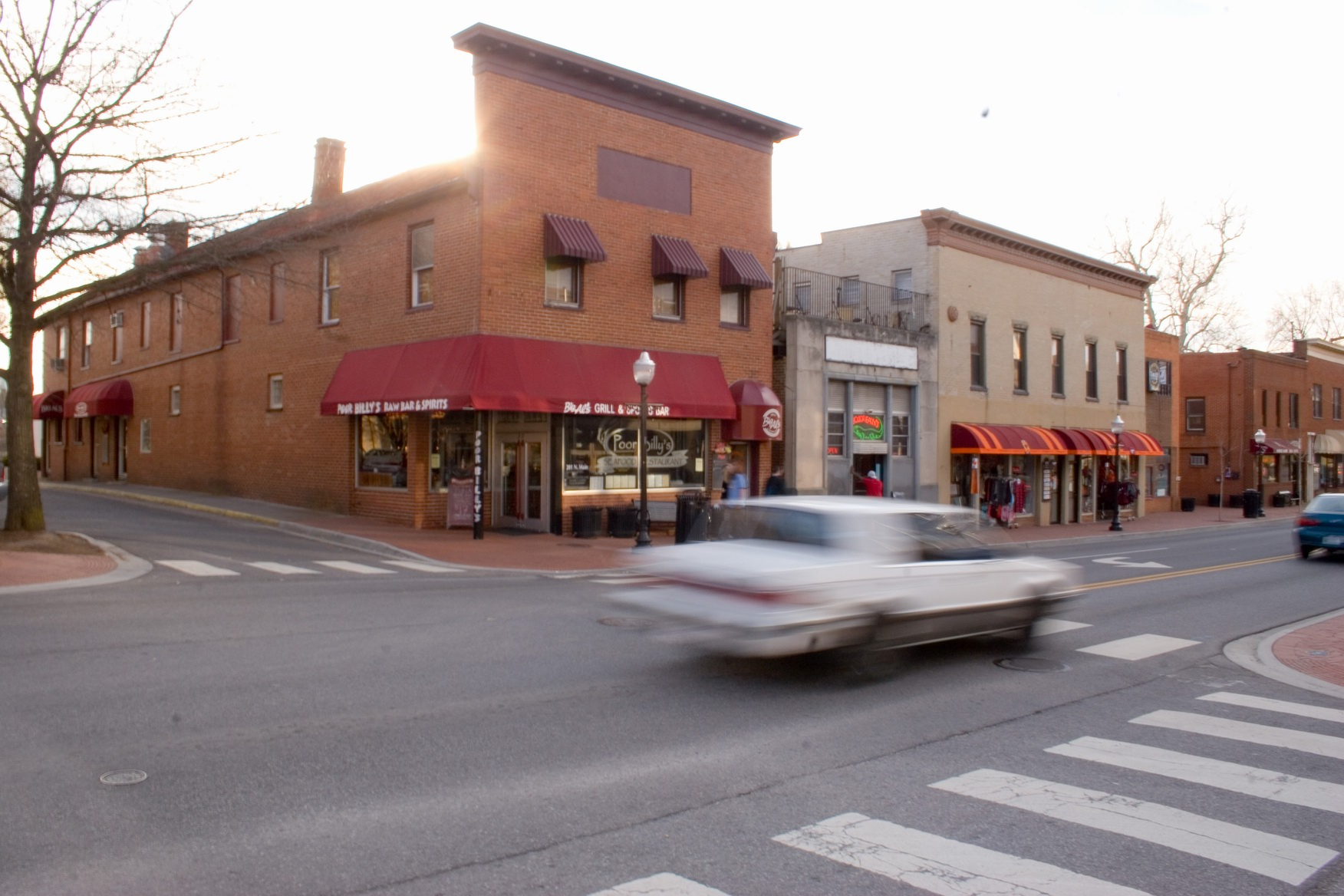
Centrum van Blacksburg

Blacksburg is een plaats in de Amerikaanse staat Virginia. In 2000 had Blacksburg 39.573 inwoners, waarvan een groot deel werkt of studeert op de Virginia Polytechnic Institute and State University.

## Schietpartij
Op 16 april 2007 vonden er twee schietpartijen plaats op de universiteit, waarbij minstens 33 doden vielen (waaronder de dader) en 29 gewonden. De dader werd de volgende dag geïdentificeerd als de 23-jarige Zuid-Koreaan Cho Seung-hui, die aan Virginia Tech Engels studeerde. Seung-hui schoot zichzelf door zijn hoofd na zijn daad.

## Plaatsen in de nabije omgeving
De onderstaande figuur toont nabijgelegen plaatsen in een straal van 20 km rond Blacksburg.

## Geboren
- Patri Friedman, activist